# Панин, Андрей Валерьевич
Андрей Валерьевич Панин (род. 29 июня 1966, Москва) — российский учёный-географ, геоморфолог и палеогеограф. Заместитель директора Института географии РАН, главный редактор журнала «Геоморфология и палеогеография». Доктор географических наук (2015), член-корреспондент РАН (2022).

## Биография
Родился 29 июня 1966 года в Москве.
Закончил кафедру геоморфологии и палеогеографии географического факультета МГУ в 1988 году, где вёл научно-педагогическую деятельность, пройдя путь от научного сотрудника до профессора (до 2021 года). С 1988 по 1991 года получал второе высшее образование на факультете ВМиК МГУ по специальности «Прикладная математика».
В 1991 году защитил кандидатскую диссертацию на тему "Морфодинамика врезанных галечно-валунных русел (на примере рек Восточной Сибири) (рук. — Чалов Р.С.).
В 2015 году — защитил докторскую диссертацию, тема: «Флювиальное рельефообразование на равнинах умеренного пояса Евразии в позднем плейстоцене — голоцене»
С 2016 года — работает в Институте географии РАН, заведующий отделом палеогеографии четвертичного периода, с 2020 года — заместитель директора института по научной работе.
В 2022 году — избран членом-корреспондентом РАН от Отделения наук о Земле.
Специалист в области палеогеографии четвертичного периода, палеогидрологии, флювиальной геоморфологии, геоархеологии.
Главный редактор журнала «Геоморфология и палеогеография», член редколлегии «Бюллетеня Комиссии по изучению четвертичного периода».